# Robert Andrew Simms

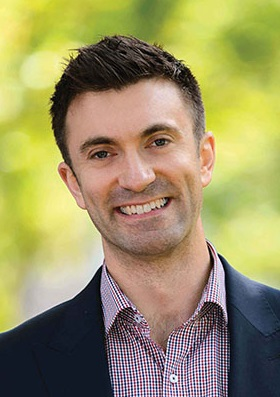
Robert Andrew Simms

Robert Andrew Simms (* 26. März 1984 in Yorkshire, England) ist ein australischer Politiker der Australian Greens.

## Leben
Simms studierte Politikwissenschaften, Soziologie und Rechtswissenschaften an der Flinders University. Seit 2008 war er als Rechtsanwalt in Australien tätig. Vom 22. September 2015 bis 2. Juli 2016 ist Simms Senator im Australischen Senat. Simms wohnt in Adelaide.